# 桓荣
桓荣（?—?），字春卿，沛郡龍亢人，東漢時期官員。東晉世族譙國桓氏的遠祖。

## 生平
桓榮是齐桓公的後代。少年游长安，學習《欧阳尚书》，以九江人朱普为师。因家贫常靠劳力賺錢。好讀書，十五年不窺家園。王莽篡位後歸里。朱普卒，桓榮前往九江奔喪。光武帝召见桓荣说《尚书》，拜为议郎，并赐钱十萬，教授太子刘庄，继而拜博士，恩遇日隆。建武二十八年（52年），拜为太子少傅，后拜为太常。永平二年（59年），拜桓荣为“五更”，封关内侯。不久病故。葬于首山之阳。
桓榮桃李滿門，而且多有成就，除了兩名侄兒只致補四百石之官佚，與及有八名都講生只致補二百石之官佚外，其餘門徒任官多至公卿之列。
桓榮死後，由於長子桓雍早卒，而由幼子桓郁嗣爵。

## 延伸阅读
[在维基数据编辑]
 《後漢書·卷37》，出自范晔《後漢書》
 《東觀漢記》